# Alena Wagnerová
Alena Wagnerová (* 18. května 1936 Brno) je česko-německá spisovatelka a publicistka. Ve své práci se věnuje tématům socialismu, feminismu, kulturním dějinám střední Evropy a česko-německým vztahům. Žije střídavě v Saarbrückenu a Praze.

## Život a dílo
Vystudovala biologii a pedagogiku na Masarykově univerzitě v Brně, kde také promovala. Byla nejprve dramaturgyní a od roku 1966 je činná jako publicistka na volné noze. Od roku 1969 žije v Saarbrückenu a Praze a pracuje jako spisovatelka, překladatelka a vydavatelka. Byla členkou představenstva Nadace Heinricha Bölla a německé Ženské rady; je také členkou Německé sociologické společnosti, sekce pro ženský výzkum. Kromě toho je členkou centra Orální historie Saarbrücken-Praha a Mezinárodního PEN klubu.
Wagnerová sepsala biografii české baronky a mecenášky Sidonie Nádherné (1885–1950), která byla poslední šlechtickou majitelkou zámku Vrchotovy Janovice jižně od Prahy. Na tomto zámku sepsal přítel baronky Nádherné, rakouský spisovatel a novinář Karl Kraus, svoji slavnou práci Poslední dnové lidstva. Kniha Aleny Wagnerové je současně příběhem zámku Vrchotovy Janovice a jeho zámeckého parku, který se v roce 1942 stal proti vůli majitelky součástí cvičiště jednotek Waffen-SS. Zatímco recenzentka švýcarského deníku Neue Zürcher Zeitung, filosofka Ursula Pia Jauch chválila „atmosférickou hustotu“ tohoto díla, postrádala novinářka Elisabeth Wehrmann v hamburském týdeníku Die Zeit „místa zlomu této znamenité ženy“ (Sidonie Nádherné).
Wagnerová se dlouhodobě zabývá osudem publicistky a novinářky Mileny Jesenské, známé především vztahem ke světově proslulému spisovateli Franzi Kafkovi. Sepsala a vydala v roce 1994 její životopis. Publikuje také novinové články o Mileně Jesenské, naposledy o nedávném nálezu jejích 14 dopisů, které napsala v letech 1940 až 1943 z vězení v Drážďanech, v Praze a z koncentračního tábora Ravensbrück mj. svému otci profesoru Jesenskému.
Hodně diskutovaná se stala kniha Aleny Wagnerové Helden der Hoffnung (Hrdinové naděje), v níž v roce 2008 publikovala patnáct rozhovorů, které vedla se sudetskými Němci – odpůrci nacionálního socialismu a Adolfa Hitlera. Byli mezi nimi sociální demokraté, komunisté i katolíci; za nacismu se dočkali pronásledováni, po skončení války pak byli odsunuti z Československa.

## Publikace
- Die Frau im Sozialismus, Beispiel ČSSR. Hoffmann und Campe, Hamburg 1974. 177 s. (Standpunkt). ISBN 3-455-09093-1
- Mutter - Kind - Beruf. Reinbek bei Hamburg: Rowohlt Taschenbuchverlag, 1976. ISBN 3-499-16965-7
- Wir adoptieren ein Kind. Freiburg: Harder, 1981. 159 s. (Rund um die Familie. Herderbücher; Bd. 808). ISBN 3-451-07808-2
- Die Doppelkapelle. Erzählung. Walter, Olten 1982, ISBN 3-530-91720-6
- Scheiden aus der Ehe: Anspruch und Scheitern einer Lebensform: Untersuchungen, Erfahrungsberichte, Erkenntnisse. Reinbek bei Hamburg: Rowohlt Taschenbuch Verlag, 1982. 189 s. (rororo sachbuch; 7302). ISBN 3-499-17302-6
- 1945 waren sie Kinder. Flucht und Vertreibung im Leben einer Generation. Köln: Kiepenheuer & Witsch, 1990. 154 s. Kiwi; 209. ISBN 3-462-02022-6
- Milena Jesenská: Biographie. Mannheim: Bollmann, 1994. 205 s. ISBN 3-927901-54-7
- Prager Frauen: Neun Lebensbilder. Mannheim: Bollmann, 1995. 240 s. (Frei und Frau). ISBN 3-927901-59-8
- Im Hauptquartier des Lärms: die Familie Kafka aus Prag. Düsseldorf: Bollmann, 1997. 215 s. ISBN 3-927901-91-1
- „Ich hätte zu antworten tage- und nächtelang“. Die Briefe von Milena. Fischer, Frankfurt/M 1999, ISBN 3-596-13913-9
- Das Leben der Sidonie Nádherný. Eine Biographie. Europäische Verlags-Anstalt, Hamburg 2003, ISBN 3-434-50543-1
- Jiří Weil: Das Strassburger Münster a Alena Wagnerová: Was hat ein Tscheche im Elsass zu suchen. Gollenstein-Verlag, Merzig 2007, ISBN 978-3-938823-25-5
- Helden der Hoffnung: die anderen Deutschen aus den Sudeten. 1935–1989. 1. vyd. Berlin: Aufbau, 2008. 272 s. ISBN 978-3-351-02657-8
- WAGNEROVÁ, Alena. Sidonie Nádherná a konec střední Evropy. Překlad Vratislav Slezák, verše přeložila: Michaela Jacobsenová. 1. vyd. Praha: Argo, 2010. 214 s. Dostupné online. ISBN 978-80-257-0329-8.
- WAGNEROVÁ, Alena. Bol lásky prodejné: ze života Johannese Nádherného a jeho milostných družek. Překlad z francouzštiny Milena Lenderová, z němčiny Alena Wagnerová. 1. vyd. Praha: Argo, 2013. 175 s. ISBN 978-80-257-0829-3.
- WAGNEROVÁ, Alena. Literární reportáže. 1. vyd. Praha: Maraton, 2022. 254 s. ISBN 978-80-88411-12-3.[8]